# کیشیناو
کیشیناو (به رومانیایی: Chișinău) با نام سابق کیشینف (به روسی: Кишинёв، Kishinyov) پایتخت و بزرگترین شهر مولداوی است.

## نام

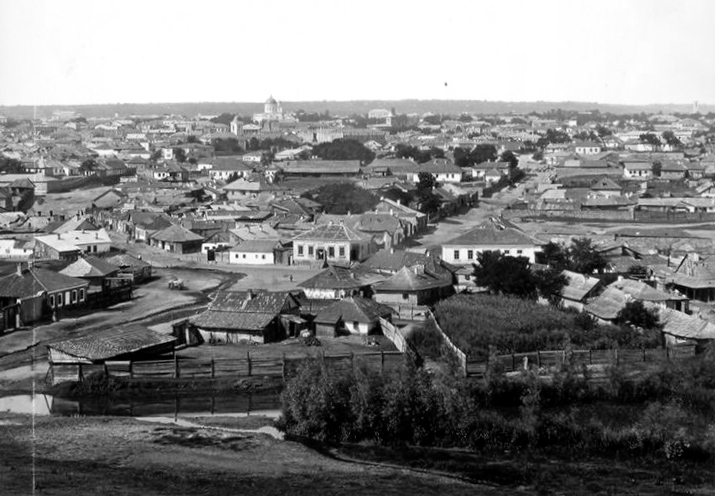

بر پایه یک روایت، نام این شهر از واژه کهن رومانیایی کیشلا (به معنی سرچشمه) و نوآ (نو)، می‌آید، چراکه شهر در پیرامون چشمه‌ای کوچک بنا شده‌است.
آن چشمه امروزه در گوشه یکی از خیابان‌های شهر جای گرفته‌است. کیشیناو در زبان روسی، کیشینیف (Кишинёв) و در زبان انگلیسی و بیشتر زبان‌های دیگر به صورت کیشیناو (Chişinău) تلفظ می‌شود.

## جغرافیا

کیشیناو در مرکز مولداوی بر کرانه رود بیک جای گرفته‌است.
کیشیناو با مساحتی برابر با ۱۲۰ کیلومترمربع (با حومه ۶۳۵ کیلومترمربع) بر کرانه رود بیک (شاخابه رود دنیستر) جای گرفته‌است.
این شهر در میان منطقه مرکزی مولداوی قرار دارد.
کیشیناو در آغاز سده نوزدهم میلادی، شهری کوچک با ۷٬۰۰۰ نفر سکنه بود.
جمعیت شهر در سال ۱۸۶۲ به ۹۲٬۰۰۰ و در ۱۹۰۰ به ۱۲۵٬۷۸۷ نفر رسید.
این شهر بیشترین نسبت فضای سبز را در میان شهرهای بزرگ اروپایی داراست. جمعیت شهر کیشینف در سال ۲۰۰۷ برابر با ۵۹۲٬۹۰۰ نفر و مجموع ناحیه پایتختی برابر با ۹۱۱٬۴۰۰ نفر بوده‌است.

## تاریخچه
کیشیناو در سال ۱۴۳۶ میلادی به عنوان یک شهر دیرنشین بنا شد.
این شهر بخشی از امیرنشین مولداوی بود که آغازگر رهایی از زیر حکومت امپراتوری عثمانی در سده شانزدهم میلادی شد.

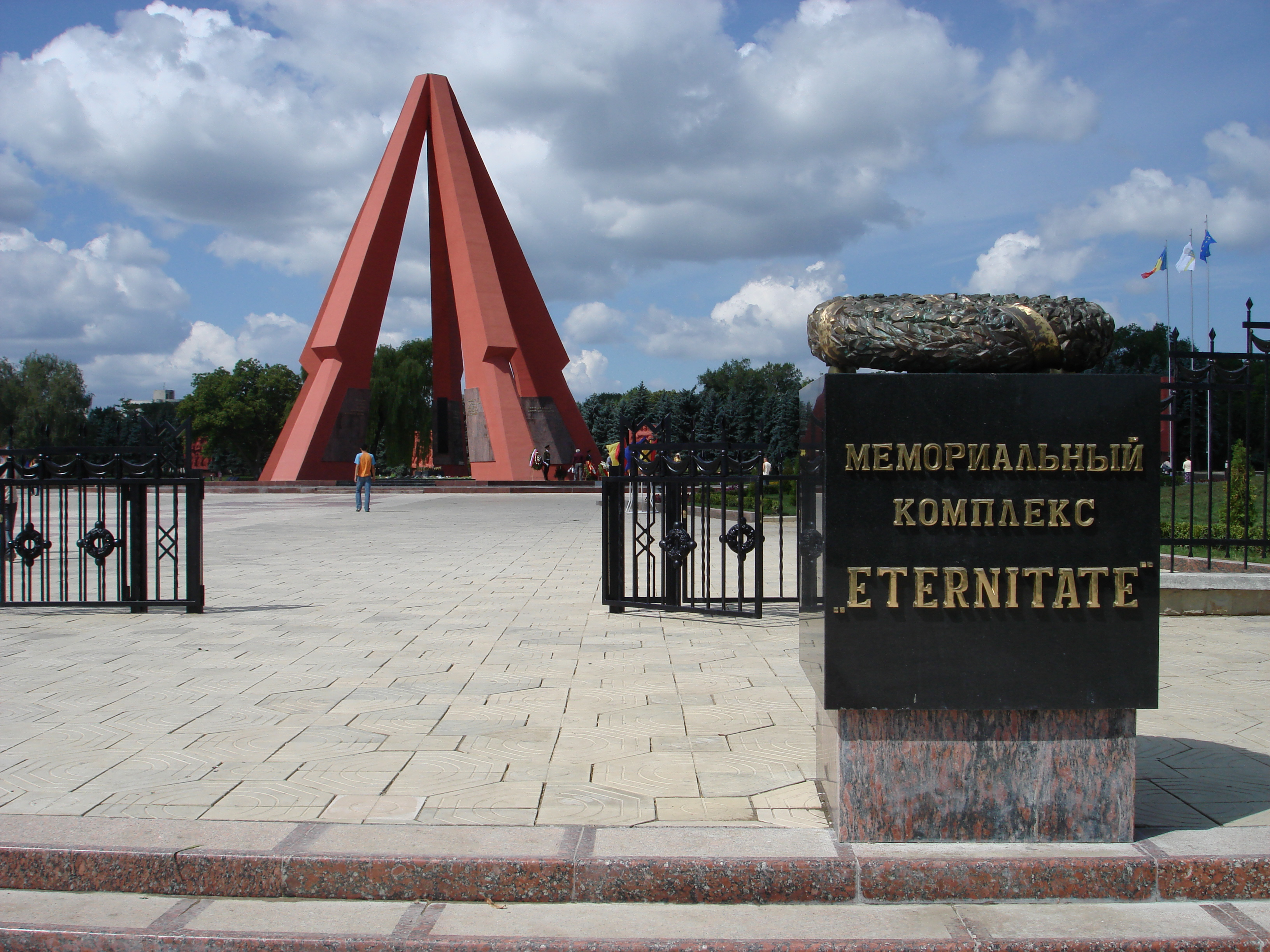

در سال ۱۸۱۲ زیر نظر امپراتوری روسیه اداره می‌شد که به‌عنوان پایتخت ناحیه تازه الحاق‌شده بسارابی برگزیده شد.

## اقتصاد

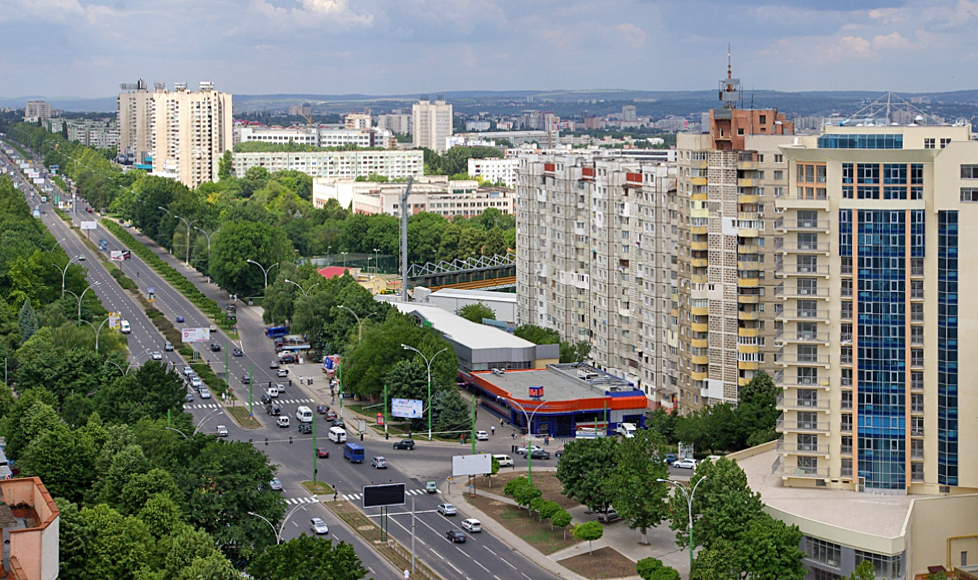

این شهر همچنین مرکز اجتماعی و صنعتی کشور است.
این شهر از لحاظ اقتصادی، شکوفاترین شهر کشور و یکی از کانون‌های اصلی ترابری منطقه‌است. کیشیناو به عنوان مهمترین شهر مولداوی دارای امکانات وسیع تحصیلی است.